# 동강중학교 (충남)
동강중학교(東崗中學校)는 대한민국 충청남도 서천군 기산면 두북리에 있는 사립 중학교이다.

## 학교 연혁
- 1949년 12월 30일 : 문교부령 제907호로 동강상업초급중학교 설립인가, 설립자 이하복
- 1950년 2월 1일 : 초대 이은복 교장 취임
- 1951년 8월 31일 : 교육법 개정에 의하여 3년제 동강중학교로 개편
- 1964년 1월 25일 : 재단법인 동강학원에서 학교법인 동강학원으로 조직 변경인가 (문보령 1040-3)
- 1976년 4월 1일 : 3층 교사 10교실 준공
- 2012년 5월 30일 : 지상2층 지하1층 기숙사 준공
- 2017년 9월 1일 : 제10대 이세준 이사장 취임
- 2023년 1월 6일 : 제72회 졸업식(졸업생 누계 6,113명)
- 2023년 3월 1일 : 제11대 김석용 교장 취임

## 참고 자료
- 동강중학교 - 한국교육학술정보원 학교알리미